# Marian Finke
Marian Finke, ps. Zięba (ur. 29 listopada 1906 w Ostrowie Wielkopolskim  – zm. 8 lipca 1986 w Poznaniu) – profesor, duchowny katolicki, teolog, pedagog, teoretyk i praktyk katechezy.  
Maturę zdał w roku 1925 w Gimnazjum Męskim w Ostrowie Wielkopolskim. Święcenia kapłańskie otrzymał w roku 1930 z rąk prymasa Augusta Hlonda. Studiował na uczelniach w Poznaniu, Wiedniu i Louvain. Doktoryzował się z teologii w roku 1938. Habilitował się w Instytucie Teologicznym w Krakowie w roku 1975. W tym samym roku otrzymał tytuł profesorski.
Uznany teoretyk i praktyk katechezy. Pracował jako prefekt w Gimnazjum Męskim w Rogoźnie, w Gimnazjum św. Stanisława Kostki w Kościanie, w Gimnazjum św. Jana Kantego w Poznaniu. W 1945 roku został referentem działu szkolnego Kurii Metropolitalnej w Poznaniu. Był wykładowcą w poznańskich: Arcybiskupim Seminarium Duchownym i Seminarium Chrystusowym. W latach 1957–1986 był redaktorem naczelnym pisma Katecheta. Był przewodniczącym Komisji Szkolnej Konferencji Episkopatu Polski w latach1957-1971. 

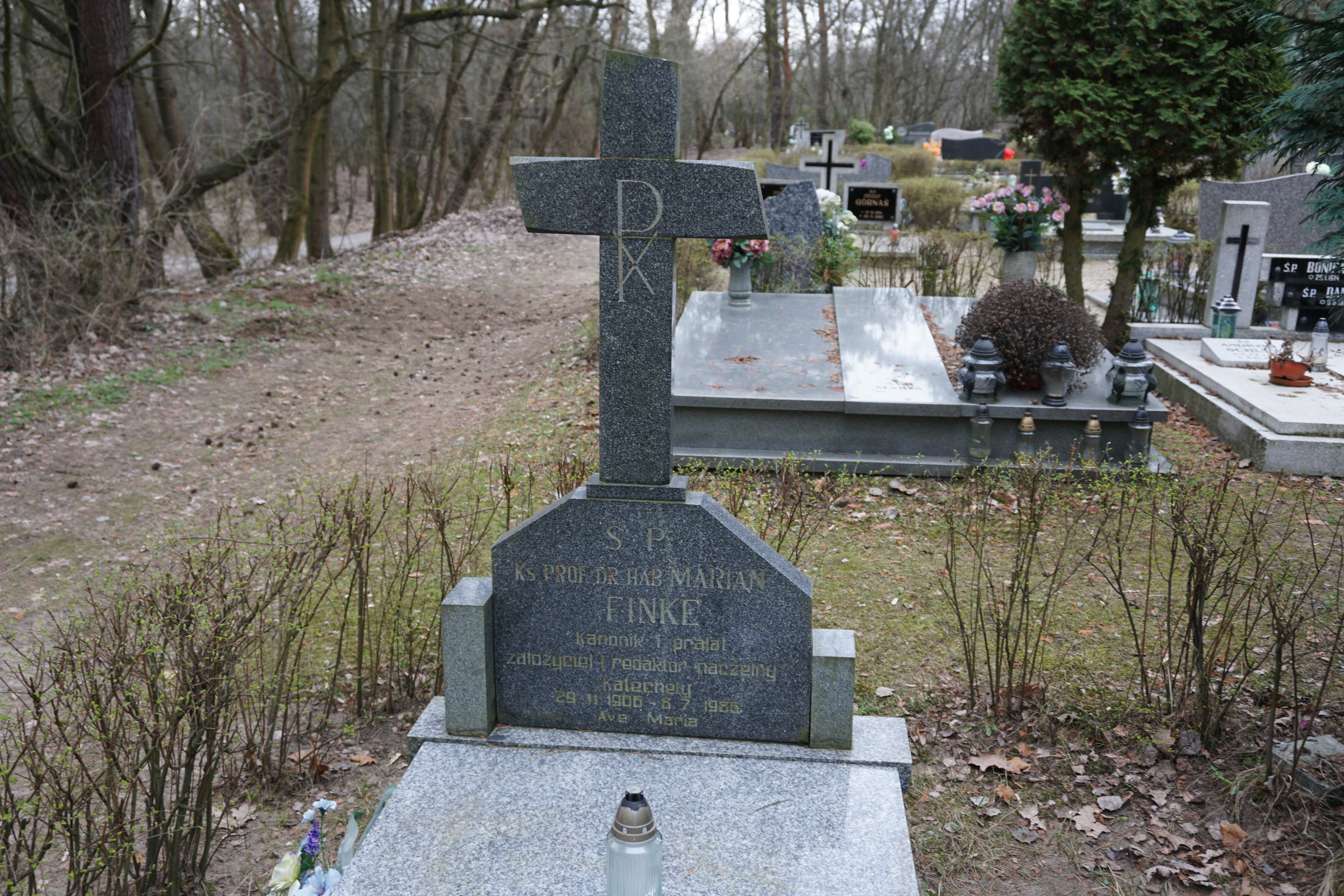
Grób ks. Mariana Finkego na cmentarzu Miłostowo w Poznaniu

Został pochowany na cmentarzu Miłostowo w Poznaniu (kwatera 40, pole 1).